# Avenue de Beaulieu (Auderghem)
Pour les articles homonymes, voir Rue de Beaulieu.
L'avenue de Beaulieu est une artère bruxelloise située sur la commune d'Auderghem qui descend de la rue Jules Cockx depuis la station de métro Beaulieu jusqu'à la rue des Pêcheries sur une longueur de 510 mètres. La numérotation des habitations va de 1 à 33 pour le côté impair et de 2 à 26 pour le côté pair.

## Historique et description
En 1966, la firme Etrimo construisit des immeubles-tours le long de l'avenue.
Par la suite fut construit en haut de l'avenue de Beaulieu la station de métro et le début de la E411. 
Aujourd'hui, une haie d'immeubles de bureau sert d'écran entre l'avenue et cette autoroute. Ces immeubles forment le site Beaulieu de la Commission européenne. 

### Kasteelveld
Au XVIIe siècle, le chevalier Corneille de Man fut propriétaire du Kasteelveld, qui s'étend sur les berges de la Watermaelbeek, qui irrigue les étangs des Pêcheries.
Près de l’actuelle avenue de Beaulieu se trouvait le Hof ter Linden dont les terres s’étendaient en partie sur le territoire actuel d’Auderghem. Ce bien est mentionné sur la carte dessinée par L. Van Werden (1659) et devint avec le temps la propriété de diverses familles par voie d’héritage. 
En 1835, il fut vendu à Théodore Verhaegen, bourgmestre de Watermael-Boitsfort (Auderghem en était un hameau). Sa fille Marie-Anne épousa Adolphe le Hardy de Beaulieu et hérita du Kasteelveld à la mort de son père, en 1862. Cette famille en resta propriétaire jusqu'à la construction des quartiers actuels.

### L'avenue
Le 24 avril 1931, le collège décidait de dénommer avenue de Beaulieu l'artère reliant la chaussée de Watermael au Pont de Belle-Vue. Le pont de Belle-Vue se trouvait à l'endroit où a été construite la station de métro Beaulieu. La première partie du nom, le Hardÿ est passée à la trappe.
En 1965 encore, le quartier des Pêcheries était en friche. À l'angle de la rue des Pêcheries et de Beaulieu, il y avait une cressonnière alimentée par les sources des environs. Dans les sentiers se déroulaient régulièrement des courses de cyclocross. Il s'agissait donc d'un terrain presque vierge où il fallait tracer de nouvelles artères, élargir celles qui existaient, fixer les gabarits des immeubles à construire et sauvegarder l'étang des Pêcheries.

### Origine du nom
Le nom correspond à un lieu-dit.

## Situation et accès
| ___ | Ce site est desservi par la station de métro : Beaulieu. |